# Liste der Monuments historiques in Plumelin
Die Liste der Monuments historiques in Plumelin führt die Monuments historiques in der französischen Gemeinde Plumelin auf.

## Liste der Bauwerke
| Bezeichnung | Beschreibung | Standort                    | Kennzeichnung | Schutzstatus | Datum | Bild |
| ----------- | ------------ | --------------------------- | ------------- | ------------ | ----- | ---- |
| Kreuz       |              | Kercloirec (Lage)           | PA00091549    | Inscrit      | 1935  |      |
| Kreuz       |              | Saint-Jean-du-Poteau (Lage) | PA00091550    | Inscrit      | 1934  |      |
| Brunnen     |              | Saint-Jean-du-Poteau (Lage) | PA00091551    | Inscrit      | 1934  |      |

## Liste der Objekte
- Monuments historiques (Objekte) in Plumelin in der Base Palissy des französischen Kultusministerium